# Jablunkov
Jablunkov là một thị trấn thuộc huyện Frýdek-Místek, vùng Moravskoslezský, Cộng hòa Séc.